# Helen St. John
Helen St. John es una cantante estadounidense, compositora, pianista, letrista, que ha grabado álbumes.
La pretensión de lograr fama, de Helen St. John, llegó con su interpretación de piano en la obra titulada "Tema de amor de Flashdance," de la banda sonora del largometraje Flashdance, la cual obtuvo dos nominaciones al premio Grammy: "Mejor interpretación instrumental pop" y "Álbum del año". Esta obra, que Helen sólo interpreta, sin cantar, fue compuesta por Giorgio Moroder.
El CD Momento a Momento, del año 2008, es su primera publicación como cantante y compositora. En este CD, ella ha producido canciones modernas, inspiradas espiritualmente.
Helen St. John participó en la elaboración de tres bandas sonoras: Scarface, Superman III, Electric Dreams.
Dos de sus álbumes en solitario, Power to the Piano y Take your Passion, fueron producidos por Giorgio Moroder.

## Discografía
Álbum de banda sonora:
- Flashdance
- Scarface
- Superman III
- Electric Dreams

Álbum en solitario:
- Moment by Moment (2008)
- Power to the Piano
- Take Your Passion